# Kreuzerhöhung (Schaippach)

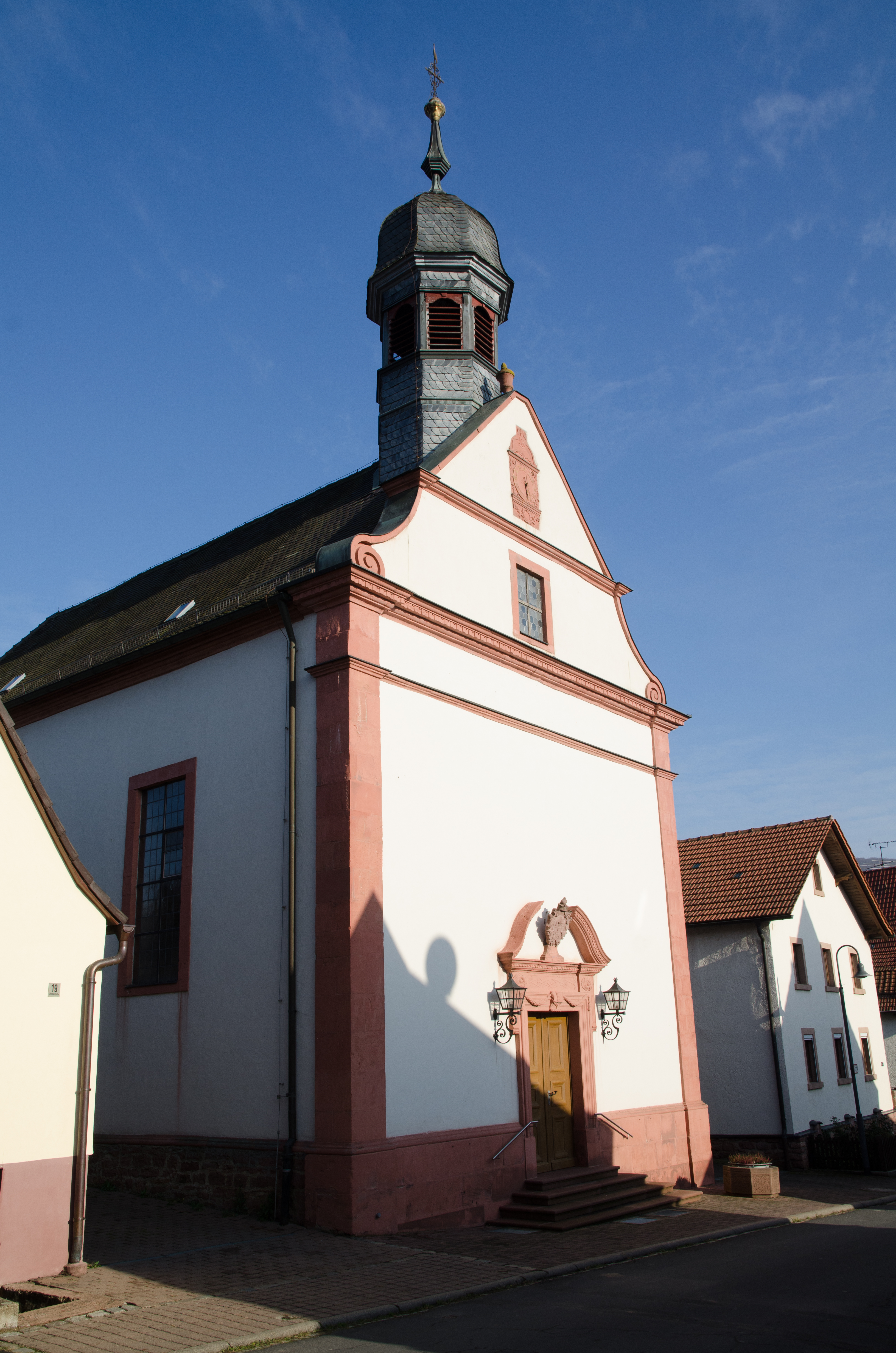
Kreuzerhöhung (Schaippach)

Die römisch-katholische Filialkirche Kreuzerhöhung befindet sich in Schaippach, einem Gemeindeteil der Stadt Gemünden am Main im unterfränkischen Landkreis Main-Spessart in Bayern. Das denkmalgeschützte Bauwerk entstand Ende des 18. Jahrhunderts. Die Kirche gehört zur Pfarreiengemeinschaft Main-Sinn (Rieneck) im Dekanat Karlstadt des Bistums Würzburg.

## Beschreibung
Die Saalkirche wurde 1792/93 erbaut. Sie besteht aus einem Langhaus und einem dreiseitig geschlossenen Chor im Norden. Aus dem Satteldach des Langhauses erhebt sich im Süden ein achteckiger, schiefergedeckter Dachreiter, der mit einer Glockenhaube bedeckt ist. Hinter seinen Klangarkaden verbirgt sich der Glockenstuhl. Die Fassade im Süden ist mit einem Volutengiebel bedeckt. Sie beherbergt das Portal, das mit einem gesprengten Giebel bedeckt ist. 
Zur Kirchenausstattung gehört ein Tabernakel aus der Bauzeit, der von Putten angebetet wird.